# Comuna Hopârta, Alba
Hopârta (în maghiară: Háporton, în germană: Merrport) este o comună în județul Alba, Transilvania, România, formată din satele Hopârta (reședința), Silivaș, Șpălnaca, Turdaș și Vama Seacă.

## Demografie
Componența etnică a comunei Hopârta
     Români (90,25%)
     Alte etnii (0,71%)
     Necunoscută (9,04%)
Componența confesională a comunei Hopârta
     Ortodocși (88,3%)
     Alte religii (2,39%)
     Necunoscută (9,31%)
Conform recensământului efectuat în 2021, populația comunei Hopârta se ridică la 1.128 de locuitori, în scădere față de recensământul anterior din 2011, când fuseseră înregistrați 1.152 de locuitori. Majoritatea locuitorilor sunt români (90,25%), iar pentru 9,04% nu se cunoaște apartenența etnică. Din punct de vedere confesional, majoritatea locuitorilor sunt ortodocși (88,3%), iar pentru 9,31% nu se cunoaște apartenența confesională.

## Politică și administrație
Comuna Hopârta este administrată de un primar și un consiliu local compus din 9 consilieri. Primarul, Augustin Popa[*], de la Partidul Național Liberal, este în funcție din 1996. Începând cu alegerile locale din 2024, consiliul local are următoarea componență pe partide politice:
|  | Partid                    | Consilieri | Componența Consiliului | Componența Consiliului | Componența Consiliului | Componența Consiliului | Componența Consiliului | Componența Consiliului | Componența Consiliului | Componența Consiliului |
|  | ------------------------- | ---------- | ---------------------- | ---------------------- | ---------------------- | ---------------------- | ---------------------- | ---------------------- | ---------------------- | ---------------------- |
|  | Partidul Național Liberal | 8          |                        |                        |                        |                        |                        |                        |                        |                        |
|  | Partidul Social Democrat  | 1          |                        |                        |                        |                        |                        |                        |                        |                        |

## Atracții turistice
- Biserica de lemn "Sfinții Arhangheli Mihail și Gavril", din satul Turdaș, construcție secolul al XVIII-lea, monument istoric
- Biserica de lemn "Sfântul Gheorghe" din satul Șpălnaca
- Situl arheologic de la Șpălnaca
- Biserica Reformată-Calvină din Turdaș, construcție secolul al XV-lea
- Băgău (sit de importanță comunitară inclus în rețeaua ecologică europeană Natura 2000 în România)

## Personalități născute aici
- Iuliu Căpâlnean (? - 1951), deputat în Marea Adunare Națională de la Alba Iulia;
- Ioan Andone (n. 1960), antrenor la fotbal.